# ГТЕС Нга-Тамарікі
ГТЕС Нга-Тамарікі (Ngā Tamariki) — геотермальна електростанція на Північному острові Нової Зеландії.
Розвідку потенціалу геотермального поля Нга-Тамарікі почали в середині 1980-х та продовжили наприкінці 2000-х. Всього спорудили сім свердловин глибиною від 1300 до 3373 м, які виявили зону з температурою від 255 до 287 °C.
У 2013-му стала до ладу електростанція, що мала чотири установки потужністю по 20,5 МВт від ізраїльської компанії ORMAT, в яких турбіну приводить у дію бінарний парогенератор із замкненим циклом (органічний цикл Ренкіна).
Електростанція використовує сім свердловин глибиною близько 3000 метрів, з яких 3 забезпечують живлення, а ще 4 використовуються для зворотного закачування відпрацьованого теплоносія. Крім того, на полі існує фонд з 21 спостережної свердловини малої та середньої (до 1500 метрів) глибини і кілька більш глибоких спостережних чи заглушених свердловин.
У 2024-му почали роботи над другою чергою. Вона отримає одну бінарну турбіну потужністю 37 (за іншими даними — 46) МВт, запуск якої заплановано на 2026 рік. При цьому можливо відзначити, що загальний потенціал геотермального поля Нга-Тамарікі оцінюють у 175 МВт.
Видача продукції відбувається по ЛЕП, що працює під напругою 220 кВ.